# Dacia 2000
Dacia 2000 a fost un automobil produs la începutul anilor 1980 pentru elita Partidului Comunist Român. Era de fapt un Renault 20 asamblat în România sub marca Dacia, și era disponibil doar pe negru sau albastru închis. 
Pe lângă dotările obișnuite la acea vreme în România, Dacia 2000 mai avea ca dotări suplimentare: geamuri electrice, regulator de viteză și scrumieră cu iluminare, aer condiționat, direcție asistată, instalație audio, precum și computer de bord, motoare cu injecție de benzină marca Bosch. Este posibil ca acest model să fi stat la baza viitoarelor Dacia 1320 și Dacia Liberta, modele apărute în anii 1988, respectiv în 1990. 

## Istorie
Acest model a fost asamblat în număr foarte redus, din kituri CKD Renault, în perioada 1979-1982. De menționat că au fost asamblate la atelierele din Ștefănești și nu la uzinele Dacia. Acestea au fost echipate cu 3 motoare : 1647 cmc și 90 cp, cuplat la cutie de viteze în 4 trepte, 1995 cmc și 110 cp cuplat la cutie în 5 trepte, și un motor de 2165 cmc și 115 cp cuplat la o cutie automată. Prima variantă de motorizare era echipată cu anvelope 175/70SR13 pe jante de 5,5x13 cu 3 prezoane, celelalte fiind echipate cu anvelope 185/70HR14, pe jante cu 4 prezoane. Dacia 2000 este asemănătoare cu primele modele Renault 20, jantele de 14" folosite fiind utilizate și la Renault 30 V6. Motorul de 1647 cmc și cel de 1995 cmc erau echipate cu carburator, iar cel de 2165 cmc era echipat cu injecție de benzină.
Aceste modele au pus probleme serioase echipelor de service din acea vreme, deoarece întreținerea era costisitoare iar accesul la consumabile, uleiuri de calitate și piese de schimb era foarte limitat. În plus, în premieră pentru industria auto din România acelor ani, era diagnoza computerizată, cu care mecanicii din România nu erau familiarizați. După căderea regimului comunist, aceste automobile au fost scoase la vânzare către populație, dar interesul pentru ele a fost relativ scăzut. În prezent doar două exemplare mai există restaurate.